# Betty and the Buccaneers
Betty and the Buccaneers è un film del 1917, diretto da Rollin S. Sturgeon.

## Trama
Il capitano Tobias Crook ha pubblicato un annuncio sul giornale, cercando un finanziatore per una spedizione verso una remota isola, nella quale si dice certo di rinvenire un antico tesoro spagnolo. Il professor Timothy Bakewell, esperto numismatico, nella speranza di acquisire antiche monete, accetta: di lì a poco si imbarcherà con Crook per l'avventuroso viaggio. Il capitano recluta la ciurma, tre individui dai nomi rivelatori: "Gentleman Jack", "il Mulatto", e "Peg Leg" ("gamba di legno").
Betty, la giovane figlia di Timothy - che ha da sempre nutrito la propria fantasia con romanzesche storie di pirati, fanciulle in pericolo ed eroi che le salvano – non vede l'ora di intraprendere la perigliosa navigazione. Viene lasciata a casa.
Dick Winthrop, nonostante la sua giovane età, occupa già una posizione di rilievo all'interno del governo statunitense, e non è all'oscuro delle imprese di Crook. Egli visita i Bakewell, e apprende da Betty che il padre è già salpato. Betty pare vedere in lui uno degli eroi del proprio mondo di fantasia.
Crook, insieme alla ciurma e a Timothy, sbarca su un'isola che sarebbe quella del tesoro, come dice al professore. Qui però Timothy viene tramortito dal capitano e dai marinai. Quando si riprende, intontito e dolorante, gli viene fatto credere che è stato attaccato da un rinoceronte, e che ha ancora poco da vivere. Il professore si preoccupa per le sorti della figlia, e Crook si dichiara disposto a seguirla e a vegliare su di lei: a tal fine si induce Timothy a stilare un testamento nel quale egli nomina il capitano erede di tutti i suoi beni. Dopo di che il professor Bakewell viene abbandonato sull'isola dai moderni pirati.
Crook e la ciurma, una volta tornati, si recano quindi da Betty e le mostrano il testamento. Dopo un momento di afflizione, la fanciulla riprende le sue letture. Poi i bucanieri licenziano la servitù e cominciano a spadroneggiare nella tenuta dei Bakewell; "Gentleman Jack" tenta di usare violenza a Betty. Intanto Dick Winthrop, che era a conoscenza di simili tentativi di truffa operati da Crook, rintraccia l'isola dove Timothy era stato abbandonato.
In una notte di tregenda, dai Bakewell, i pirati gozzovigliano nelle cantine della casa. Bevono e giocano a carte. Uno di essi bara: ne segue una violenta rissa. Il capitano viene ucciso, "il Mulatto" viene gettato in un pozzo. Betty, svegliata dal trambusto assiste, non vista, al tutto. I due bucanieri rimasti decidono di lasciare la tenuta. Ma prima "Gentleman Jack" dice al compare di voler possedere la fanciulla. Betty si barrica in camera, armata di una spada. "Gentleman Jack" usa la gamba di legno di "Peg Leg" per aprire un varco nella porta della camera. Betty, delicata ragazza sognatrice, ha abbastanza forza per tranciare di netto con la pesante spada la protesi di "Peg Leg". Ma l'inquietante figura del gentiluomo Jack si profila dietro allo squarcio della porta, col suo agghiacciante ghigno sardonico. Betty sviene accasciandosi sul letto.
E sogna. Al solito, sogna di essere in pericolo. Pirati la inseguono, e la stanno per acciuffare; all'ultimo momento si profilano due eroi salvatori, nelle persone di suo padre e di Dick Winthrop. Quando la ragazza rinviene, i due sono davanti al suo letto in carne ed ossa. Sono arrivati in tempo per metterla in salvo, nel mondo reale, dagli assalitori, i due bucanieri superstiti, che vediamo venir condotti via dalla polizia.

## Produzione
Gli interni sono stati girati all 'American Santa Barbara Studios; il film è il primo ruolo cinematografico dell'attrice teatrale Juliette Day.

## Distribuzione

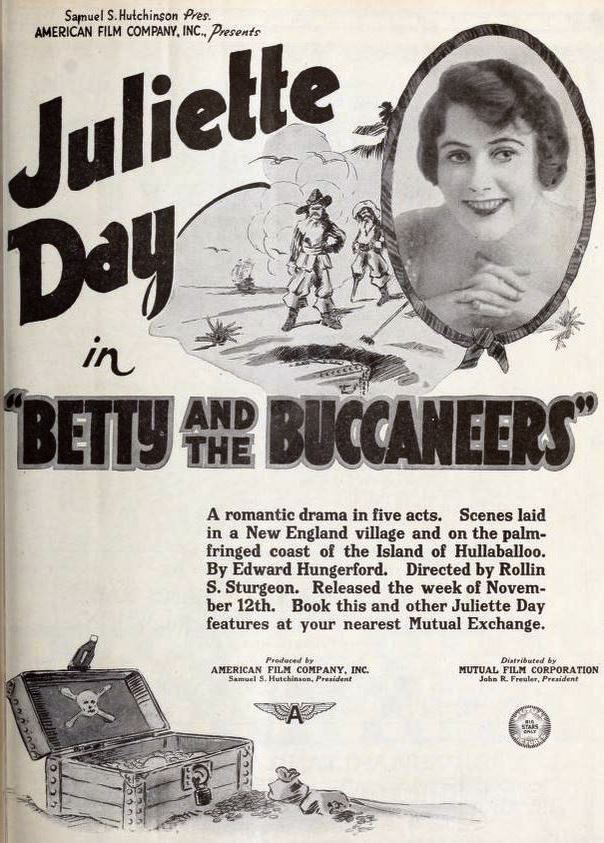
Pubblicità della American Film Company per il film

Betty and the Buccaneers è uscito nelle sale cinematografiche statunitensi il 12 novembre 1917 distribuito dalla Mutual Film.
Il film è stato edito in DVD dalla Silent Hall of Fame Enterprises.

## Accoglienza
Su Motoghraphy del 17 novembre 1917 possiamo leggere: "Fantasia e fatti sono intrecciati in questa storia come lo erano nella mente della sua giovane eroina. Il film è inusualmente bello per quanto riguarda la fotografia, e fuori dal comune per la trama. Come suggerisce il titolo, si tratta di un'ambientazione moderna sullo stile dell'Isola del Tesoro. Juliette Day, in un ruolo da bambina [sic], non appare molto infantile. Il cast che la supporta è buono, e include tre ruoli da caratterista, i tre pirati, interpretati con intelligenza. (…) Rollin S. Sturgeon ha diretto la pellicola e ne ha fatto scaturire le caratteristiche di bellezza e fantasiosità. Non c'è molto nella trama stessa, ma c'è una buona quantità di fascino nella maniera in cui viene sviluppata. (…) per la sua commistione di avventura e fantasia piacerà soprattutto al pubblico giovanile."
Il South Bend News-Times del 22 novembre 1917 riporta: "Vi sono delle belle scene marine e i momenti drammatici sono alleviati con tocchi di commedia a cui prende parte la rude ciurma di marinai."